# Антонини, Орландо
Орландо Антонини (итал. Orlando Antonini; род. 15 октября 1944, Вилла-Сант-Анджело, королевство Италия) — итальянский прелат и ватиканский дипломат. Титулярный архиепископ Формэ с 24 июля 1999. Апостольский нунций в Замбии и Малави с 24 июля 1999 по 16 ноября 2005. Апостольский нунций в Парагвае с 16 ноября 2005 по 8 августа 2009. Апостольский нунций в Сербии с 8 августа 2009 по 30 сентября 2015.

## Награды
- Орден Сербского флага II степени (2015, Сербия)[1].